# (4507) Petercollins
(4507) Petercollins est un astéroïde de la ceinture principale.

## Description
(4507) Petercollins est un astéroïde de la ceinture principale. Il fut découvert le 19 mars 1990 à Fujieda par Hitoshi Shiozawa et Minoru Kizawa. Il présente une orbite caractérisée par un demi-grand axe de 2,87 UA, une excentricité de 0,01 et une inclinaison de 2,7° par rapport à l'écliptique.
Il a été envisagé que (4507) Petercollins puisse être membre de la famille de Karin, mais il a été identifié en 2004 comme « intrus » de cette famille d'astéroïdes.

## Compléments